# Atalanta Bergamasca Calcio 1996-1997
Questa voce raccoglie le informazioni riguardanti l'Atalanta Bergamasca Calcio nelle competizioni ufficiali della stagione 1996-1997.

## Stagione

Filippo Inzaghi (a sinistra), capocannoniere della Serie A con 24 reti nella sua unica stagione a Bergamo; qui alle prese con l'interista Angloma nella trasferta di Milano del 23 febbraio 1997, con indosso la seconda divisa atalantina fasciata.

L'Atalanta terminò il campionato 1996-97 a metà classifica, con Filippo Inzaghi che vinse la classifica marcatori segnando 24 reti in 33 presenze: il portiere Davide Pinato mantenne invece la porta inviolata per 757', stabilendo il nuovo record della squadra orobica.
La società fu però colpita dalla tragica scomparsa di Federico Pisani, morto il 12 febbraio 1997 in un incidente sull'autostrada dei Laghi: la sua maglia numero 14 venne ritirata, e gli fu intitolata la Curva Nord dell'Atleti Azzurri d'Italia.

## Divise e sponsor
Lo sponsor tecnico per la stagione 1996-1997 fu Asics, mentre lo sponsor ufficiale fu Somet Telai Tessili.
| 1ª divisa | 2ª divisa |

## Organigramma societario
Area direttiva
- Presidente: Ivan Ruggeri
- Vice presidenti: Bruno Ruggeri e Marco Radici
- Amministratore delegato: Aldo Piceni
- Direttore generale: Giacomo Randazzo

Area organizzativa
- Segretario generale: Carlo Valenti

Area tecnica
- Direttore sportivo: Nicola Radici
- Collaboratore sportivo: Carlo Jacomuzzi
- Collaboratore tecnico: Gabriele Messina
- Allenatore: Emiliano Mondonico
- Vice allenatore: Gianpaolo Rossi
- Preparatore dei portieri: Nello Malizia
- Allenatore Primavera: Cesare Prandelli

Area sanitaria
- Coord. Medico: Danilo Tagliabue
- Staff medico: Amedeo Amadeo, Aristide Cobelli, Roberto Ferrari, Raffaello Rossi e Agostino Sammarco
- Massaggiatori: Marco Piacezzi e Giuseppe Corna

## Rosa
| N. |                       | Ruolo | Calciatore          |
| -- | --------------------- | ----- | ------------------- |
| 1  | Italia (bandiera)     | P     | Davide Micillo      |
| 2  | Uruguay (bandiera)    | C     | José Oscar Herrera  |
| 3  | Italia (bandiera)     | C     | Valter Bonacina     |
| 4  | Italia (bandiera)     | D     | Massimo Carrera     |
| 5  | Italia (bandiera)     | C     | Daniele Fortunato   |
| 6  | Jugoslavia (bandiera) | D     | Zoran Mirković      |
| 7  | Uruguay (bandiera)    | A     | Federico Magallanes |
| 8  | Svezia (bandiera)     | C     | Joakim Persson      |
| 9  | Italia (bandiera)     | A     | Filippo Inzaghi (I) |
| 10 | Italia (bandiera)     | C     | Domenico Morfeo (I) |
| 11 | Italia (bandiera)     | C     | Fabio Gallo         |
| 12 | Italia (bandiera)     | P     | Davide Pinato       |
| 13 | Italia (bandiera)     | D     | Andrea Sottil       |
| 14 | Italia (bandiera)     | A     | Federico Pisani     |
| 15 | Italia (bandiera)     | C     | Marco Sgrò          |
| 17 | Italia (bandiera)     | D     | Emanuele Tresoldi   |

| N. |                   | Ruolo | Calciatore              |
| -- | ----------------- | ----- | ----------------------- |
| 18 | Italia (bandiera) | D     | Paolo Foglio            |
| 19 | Italia (bandiera) | D     | Stefano Rossini         |
| 20 | Italia (bandiera) | C     | Franco Rotella          |
| 21 | Italia (bandiera) | C     | Gianluca Luppi          |
| 22 | Italia (bandiera) | P     | Andrea Natali           |
| 23 | Italia (bandiera) | D     | Fabio Rustico           |
| 24 | Italia (bandiera) | A     | Fausto Rossini          |
| 25 | Italia (bandiera) | A     | Gianluigi Lentini       |
| 26 | Italia (bandiera) | C     | Mario Morfeo (II)       |
| 27 | Italia (bandiera) | C     | Massimo Mutarelli       |
| 28 | Italia (bandiera) | A     | Alessandro Marcandalli  |
| 29 | Italia (bandiera) | C     | Angelo Carbone          |
| 30 | Italia (bandiera) | D     | Arnaldo Bonfanti        |
| 31 | Italia (bandiera) | D     | Pierre Giorgio Regonesi |
| 32 | Italia (bandiera) | C     | Luciano Zauri           |
|    | Italia (bandiera) | D     | Cesare Natali           |

## Risultati

### Serie A

#### Girone di andata
| Arbitro: | Lana (Torino) |

|                      |           |  |
| Pancaro 3’ Muzzi 86’ | Marcatori |  |

| Arbitro: | Boggi (Salerno) |

|                            |           |                            |
| F. Inzaghi 56’ (rig.), 62’ | Marcatori | 15’ Oliveira 81’ Batistuta |

| Arbitro: | De Santis (Tivoli) |

|                                                                      |           |                       |
| Viviani 44’ Rossini 45’ (aut.) M. Beghetto 70’ D'Ignazio Pulpito 85’ | Marcatori | 40’ (rig.) F. Inzaghi |

| Arbitro: | Pairetto (Nichelino) |

|                |           |               |
| F. Inzaghi 86’ | Marcatori | 44’ Djorkaeff |

| Arbitro: | Bazzoli (Merano) |

|                                          |           |                |
| Dicara 23’ Giunti 68’ Allegri 80’ (rig.) | Marcatori | 36’ F. Inzaghi |

| Arbitro: | Beschin (Legnago) |

|                        |           |  |
| Iacopino 11’ Verón 28’ | Marcatori |  |

| Arbitro: | Cesari (Genova) |

|                           |           |           |
| Lentini 4’ F. Inzaghi 49’ | Marcatori | 75’ Negro |

| Arbitro: | Bettin (Padova) |

|                      |           |                |
| Albertini 53’ (rig.) | Marcatori | 21’ F. Inzaghi |

| Arbitro: | Rodomonti (Teramo) |

|                     |           |  |
| Bertotto 29’ (aut.) | Marcatori |  |

| Arbitro: | Stafoggia (Pesaro) |

|                                                     |           |                |
| Fortunato 24’ (aut.) Kolyvanov 55’ P. Bresciani 58’ | Marcatori | 73’ F. Inzaghi |

| Arbitro: | Farina (Novi Ligure) |

|                        |           |                         |
| D. Morfeo 40’ Sgrò 75’ | Marcatori | 46’ Aglietti 50’ Caccia |

| Parma 8 dicembre 1996 12ª giornata | Parma              | 0 – 0 | Atalanta | Stadio Ennio Tardini\| Arbitro: \| De Santis (Tivoli) \| |
| Arbitro:                           | De Santis (Tivoli) |       |          |                                                          |

| Arbitro: | Serena (Bassano del Grappa) |

|                                          |           |  |
| F. Inzaghi 15’, 31’ Rotella 54’ Sgrò 62’ | Marcatori |  |

| Arbitro: | Bolognino (Milano) |

|  |           |                                 |
|  | Marcatori | 30’ (aut.) Lanna 36’ F. Inzaghi |

| Arbitro: | Collina (Viareggio) |

|                |           |  |
| Magallanes 89’ | Marcatori |  |

| Torino 12 gennaio 1997 16ª giornata | Juventus         | 0 – 0 | Atalanta | Stadio delle Alpi\| Arbitro: \| Rossi (Ciampino) \| |
| Arbitro:                            | Rossi (Ciampino) |       |          |                                                     |

| Arbitro: | Pellegrino (Barcellona Pozzo di Gotto) |

|                |           |  |
| F. Inzaghi 41’ | Marcatori |  |

#### Girone di ritorno
| Arbitro: | Cesari (Genova) |

|                                                     |           |             |
| D. Morfeo 30’, 75’ (rig.) Foglio 52’ F. Inzaghi 82’ | Marcatori | 72’ Minotti |

| Firenze 2 febbraio 1997 19ª giornata | Fiorentina        | 0 – 0 | Atalanta | Stadio Artemio Franchi\| Arbitro: \| Beschin (Legnago) \| |
| Arbitro:                             | Beschin (Legnago) |       |          |                                                           |

| Arbitro: | Braschi (Prato) |

|                                |           |                  |
| Foglio 58’ F. Inzaghi 68’, 89’ | Marcatori | 88’ (rig.) Otero |

| Arbitro: | Borriello (Mantova) |

|                            |           |  |
| Djorkaeff 68’ Zamorano 90’ | Marcatori |  |

| Arbitro: | Tombolini (Ancona) |

|                      |           |                             |
| Sgrò 76’ Lentini 88’ | Marcatori | 84’ (rig.) Giunti 87’ Negri |

| Arbitro: | Racalbuto (Gallarate) |

|                                                      |           |  |
| F. Inzaghi 20’, 29’ (rig.), 90’ D. Morfeo 67’ (rig.) | Marcatori |  |

| Arbitro: | Trentalange (Torino) |

|                                                |           |                           |
| Mirković 36’ (aut.) Sottil 38’ (aut.) Buso 84’ | Marcatori | 53’ Lentini 83’ D. Morfeo |

| Arbitro: | Ceccarini (Livorno) |

|  |           |                     |
|  | Marcatori | 11’ Weah 66’ Eranio |

| Arbitro: | Preschern (Mestre) |

|                             |           |  |
| Bierhoff 81’ M. Amoroso 84’ | Marcatori |  |

| Arbitro: | Trentalange (Torino) |

|                    |           |             |
| Torrisi 50’ (aut.) | Marcatori | 72’ Scapolo |

| Arbitro: | Tombolini (Ancona) |

|  |           |                |
|  | Marcatori | 21’ F. Inzaghi |

| Arbitro: | Bazzoli (Merano) |

|             |           |                       |
| Lentini 37’ | Marcatori | 45’ Crespo 62’ Chiesa |

| Arbitro: | Farina (Novi Ligure) |

|                             |           |                |
| Luiso 15’, 61’ M. Conte 50’ | Marcatori | 31’ F. Inzaghi |

| Arbitro: | Rodomonti (Teramo) |

|  |           |                                             |
|  | Marcatori | 17’ Di Biagio 22’ Balbo 61’ Totti 78’ Thern |

| Arbitro: | Lana (Torino) |

|                |           |                       |
| L. Colucci 29’ | Marcatori | 58’ (rig.) F. Inzaghi |

| Arbitro: | Bettin (Padova) |

|                |           |             |
| F. Inzaghi 19’ | Marcatori | 54’ Iuliano |

| Arbitro: | Serena (Bassano del Grappa) |

|  |           |                                                 |
|  | Marcatori | 11’ (rig.), 88’ (rig.) F. Inzaghi 90’ Fortunato |

### Coppa Italia
| Arbitro: | Borriello (Mantova) |

|                     |           |                |
| Sorce 15’ Sussi 71’ | Marcatori | 55’ F. Inzaghi |

## Statistiche

### Statistiche di squadra
| Competizione | Punti | In casa | In casa | In casa | In casa | In casa | In casa | In trasferta | In trasferta | In trasferta | In trasferta | In trasferta | In trasferta | Totale | Totale | Totale | Totale | Totale | Totale | DR |
| Competizione | Punti | G       | V       | N       | P       | Gf      | Gs      | G            | V            | N            | P            | Gf           | Gs           | G      | V      | N      | P      | Gf     | Gs     | DR |
| ------------ | ----- | ------- | ------- | ------- | ------- | ------- | ------- | ------------ | ------------ | ------------ | ------------ | ------------ | ------------ | ------ | ------ | ------ | ------ | ------ | ------ | -- |
| Serie A      | 44    | 17      | 8       | 6       | 3       | 30      | 20      | 17           | 3            | 5            | 9            | 14           | 26           | 34     | 11     | 11     | 12     | 44     | 46     | -2 |
| Coppa Italia |       | -       | -       | -       | -       | -       | -       | 1            | 0            | 0            | 1            | 1            | 2            | 1      | 0      | 0      | 1      | 1      | 2      | -1 |
| Totale       |       | 17      | 8       | 6       | 3       | 30      | 20      | 18           | 3            | 5            | 10           | 15           | 28           | 35     | 11     | 11     | 13     | 45     | 48     | -3 |

### Statistiche dei giocatori[7]
| Giocatore      | Serie A  | Serie A | Serie A     | Serie A    | Coppa Italia | Coppa Italia | Coppa Italia | Coppa Italia | Totale   | Totale | Totale      | Totale     |
| Giocatore      | Presenze | Reti    | Ammonizioni | Espulsioni | Presenze     | Reti         | Ammonizioni  | Espulsioni   | Presenze | Reti   | Ammonizioni | Espulsioni |
| -------------- | -------- | ------- | ----------- | ---------- | ------------ | ------------ | ------------ | ------------ | -------- | ------ | ----------- | ---------- |
| V. Bonacina    | 26       | 0       | ?           | ?          | 1            | 0            | ?            | ?            | 27       | 0      | ?           | ?          |
| A. Bonfanti    | 1        | 0       | ?           | ?          | -            | -            | -            | -            | 1        | 0      | 0+          | 0+         |
| A. Carbone     | 19       | 0       | ?           | ?          | -            | -            | -            | -            | 19       | 0      | 0+          | 0+         |
| M. Carrera     | 29       | 0       | ?           | ?          | 1            | 0            | ?            | ?            | 30       | 0      | ?           | ?          |
| P. Foglio      | 24       | 2       | ?           | ?          | -            | -            | -            | -            | 24       | 2      | 0+          | 0+         |
| D. Fortunato   | 20       | 1       | ?           | ?          | 1            | 0            | ?            | ?            | 21       | 1      | ?           | ?          |
| F. Gallo       | 30       | 0       | ?           | ?          | 1            | 0            | ?            | ?            | 31       | 0      | ?           | ?          |
| O. Herrera     | 12       | 0       | ?           | ?          | 1            | 0            | ?            | ?            | 13       | 0      | ?           | ?          |
| F. Inzaghi (I) | 33       | 24      | ?           | ?          | 1            | 1            | ?            | ?            | 34       | 25     | ?           | ?          |
| G. Lentini     | 31       | 4       | ?           | ?          | -            | -            | -            | -            | 31       | 4      | 0+          | 0+         |
| G. Luppi       | 2        | 0       | ?           | ?          | -            | -            | -            | -            | 2        | 0      | 0+          | 0+         |
| F. Magallanes  | 11       | 1       | ?           | ?          | -            | -            | -            | -            | 11       | 1      | 0+          | 0+         |
| D. Micillo     | 11       | -21     | ?           | ?          | 1            | -2           | ?            | ?            | 12       | -23    | ?           | ?          |
| Z. Mirković    | 22       | 0       | ?           | ?          | -            | -            | -            | -            | 22       | 0      | 0+          | 0+         |
| D. Morfeo (I)  | 26       | 5       | ?           | ?          | 1            | 0            | ?            | ?            | 27       | 5      | ?           | ?          |
| M. Morfeo (II) | 1        | 0       | ?           | ?          | -            | -            | -            | -            | 1        | 0      | 0+          | 0+         |
| J. Persson     | 13       | 0       | ?           | ?          | -            | -            | -            | -            | 13       | 0      | 0+          | 0+         |
| D. Pinato      | 23       | -25     | ?           | ?          | -            | -            | -            | -            | 23       | -25    | 0+          | 0+         |
| F. Pisani      | 2        | 0       | ?           | ?          | -            | -            | -            | -            | 2        | 0      | 0+          | 0+         |
| G. Regonesi    | 1        | 0       | ?           | ?          | -            | -            | -            | -            | 1        | 0      | 0+          | 0+         |
| F. Rossini     | 1        | 0       | ?           | ?          | 1            | 0            | ?            | ?            | 2        | 0      | ?           | ?          |
| S. Rossini     | 24       | 0       | ?           | ?          | 1            | 0            | ?            | ?            | 25       | 0      | ?           | ?          |
| F. Rotella     | 11       | 1       | ?           | ?          | 1            | 0            | ?            | ?            | 12       | 1      | ?           | ?          |
| F. Rustico     | 24       | 0       | ?           | ?          | -            | -            | -            | -            | 24       | 0      | 0+          | 0+         |
| M. Sgrò        | 31       | 3       | ?           | ?          | 1            | 0            | ?            | ?            | 32       | 3      | ?           | ?          |
| A. Sottil      | 32       | 0       | ?           | ?          | 1            | 0            | ?            | ?            | 33       | 0      | ?           | ?          |
| E. Tresoldi    | 1        | 0       | ?           | ?          | -            | -            | -            | -            | 1        | 0      | 0+          | 0+         |
| L. Zauri       | 2        | 0       | ?           | ?          | -            | -            | -            | -            | 2        | 0      | 0+          | 0+         |